# هفته جهانی هماهنگی بین ادیان

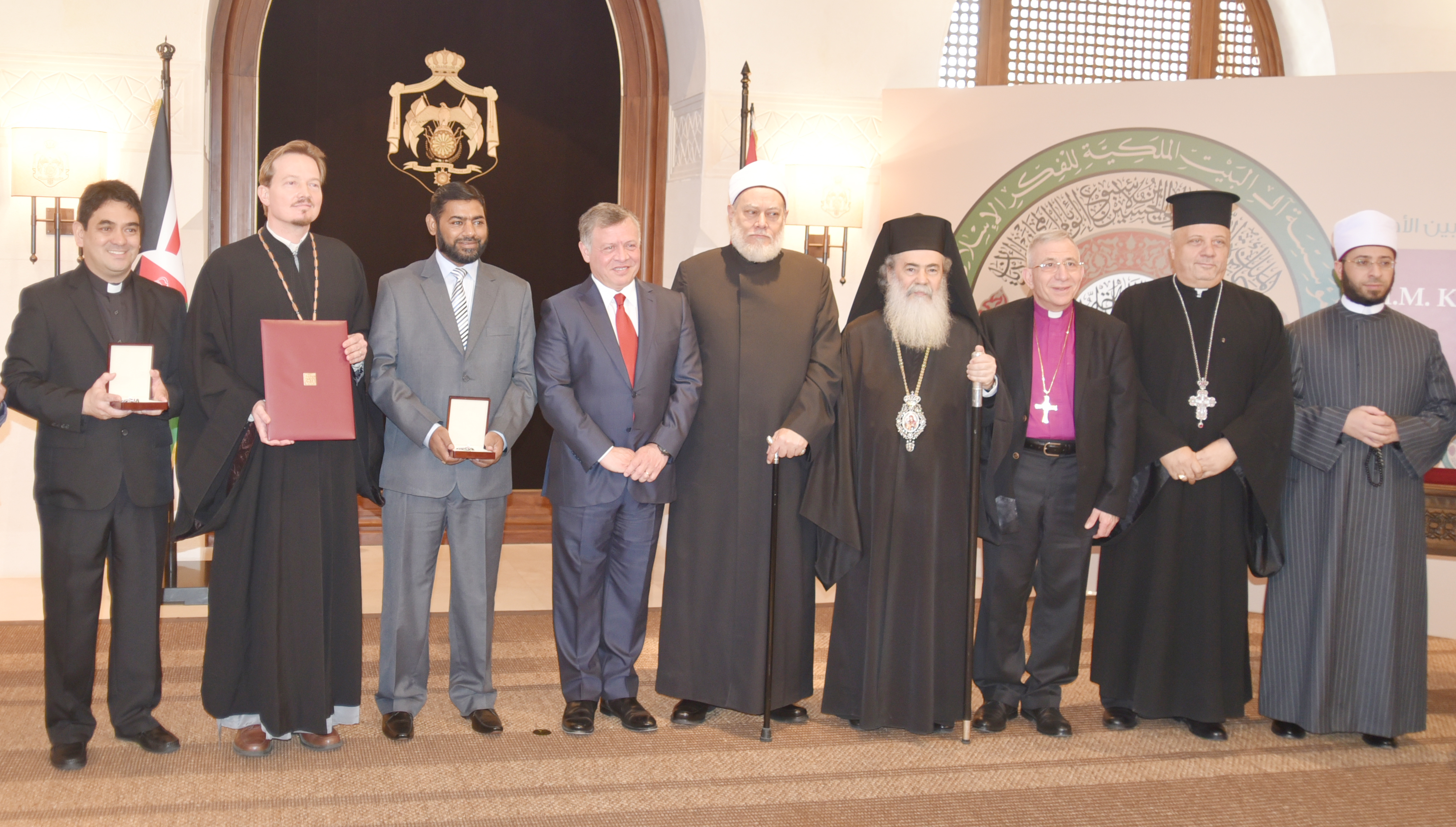
گردهمایی سال ۲۰۱۶

هفته هماهنگی بین ادیان یک قطعنامه سازمان ملل برای هفته جهانی هماهنگی بین ادیان است که در سال ۲۰۱۰ توسط ملک عبدالله دوم و شاهزاده غازی بن محمد اردن پیشنهاد شد. هفته جهانی هماهنگی بین ادیان در اولین هفته فوریه هر سال برگزار می‌شود و هدف آن ترویج هماهنگی بین همه مردم بدون در نظر گرفتن ایمانشان است.

## مقدمه
در ۲۳ سپتامبر ۲۰۱۰، ملک عبدالله دوم، پادشاه اردن، هفته جهانی هماهنگی بین ادیان را در نشست عمومی شصت و پنجمین مجمع عمومی سازمان ملل متحد در شهر نیویورک پیشنهاد کرد. ملک عبدالله در این سخنرانی گفت:
مقاومت در برابر نیروهای تفرقه‌ای که سوء تفاهم و بی‌اعتمادی را به‌ویژه در میان مردمان مذاهب مختلف گسترش می‌دهند، ضروری است. واقعیت این است که بشریت در همه جا به هم پیوند خورده‌است، نه تنها با منافع متقابل، بلکه با دستورات مشترک برای دوست داشتن خدا و همسایه. این هفته، هیئت من، با حمایت دوستانمان در هر قاره، پیش نویس قطعنامه ای را برای هفته جهانی هماهنگی بین ادیان ارائه خواهد کرد. آنچه ما پیشنهاد می‌کنیم هفته ای ویژه است که در آن مردم جهان در عبادتگاه‌های خود می‌توانند آموزه‌های ایمان خود را در مورد مدارا، احترام به دیگری و صلح بیان کنند. امیدوارم این قطعنامه مورد حمایت شما قرار گیرد.
در ۲۰ اکتبر ۲۰۱۰، شاهزاده غازی بن محمد اردن، مشاور ویژه و فرستاده شخصی ملک عبدالله دوم و نویسنده قطعنامه، پیشنهاد هفته جهانی هماهنگی بین ادیان را قبل از مجمع عمومی سازمان ملل در نیویورک ارائه کرد و در آنجا به تصویب رسید.
اساس هفته جهانی هماهنگی بین ادیان، ابتکار یک کلمه مشترک است که توسط شاهزاده غازی بن محمد نوشته شد و در سال ۲۰۰۷ منتشر شد. ابتکار کلمه مشترک و هفته جهانی هماهنگی بین ادیان از این ایده سرچشمه می‌گیرد که بشریت توسط این دو به هم پیوند خورده‌است. «عشق به خدا و عشق به همسایه» یا «عشق به خیر و عشق به همسایه».

## متن قطعنامه
در قطعنامه سازمان ملل در مورد هفته جهانی هماهنگی بین ادیان آمده‌است:
با یادآوری قطعنامه ۵۳/۲۴۳ مورخ ۶ اکتبر ۱۹۹۹ در مورد اعلامیه و برنامه اقدام مربوط به فرهنگ صلح؛ ۵۷/۶ نوامبر ۲۰۰۲ در مورد ترویج فرهنگ صلح و عدم خشونت. ۵۸/۱۲۸ مورخ ۱۹ دسامبر ۲۰۰۳ در مورد ارتقاء تفاهم، هماهنگی و همکاری مذهبی و فرهنگی؛ ۶۴/۱۶۴ مورخ ۱۸ دسامبر ۲۰۰۹ در مورد از بین بردن همه اشکال نابردباری و تبعیض مبتنی بر مذهب یا اعتقاد.
۶۴/۸۱ از ۷ دسامبر ۲۰۰۹ در مورد ترویج گفتگوی بین مذهبی و بین فرهنگی، تفاهم و همکاری برای صلح، و ۶۴/۱۴ از ۱۰ نوامبر ۲۰۰۹ در مورد اتحاد تمدن‌ها. با درک نیاز ضروری به گفتگو میان ادیان و مذاهب مختلف در جهت افزایش درک متقابل، هماهنگی و همکاری بین مردم. با قدردانی از ابتکارات مختلف جهانی، منطقه ای و زیرمنطقه ای در مورد درک متقابل و هماهنگی بین ادیان، از جمله، مجمع سه جانبه برای همکاری بین ادیان برای صلح، و «یک کلمه مشترک».
با اذعان به اینکه الزامات اخلاقی همه ادیان، اعتقادات و باورها به صلح، مدارا و درک متقابل نیاز دارند:
مجدداً تأکید می‌کند که درک متقابل و گفتگوی بین مذهبی ابعاد مهم فرهنگ صلح را تشکیل می‌دهد.
هفته اول فوریه هر سال را هفته جهانی هماهنگی بین ادیان بین همه ادیان، ادیان و عقاید اعلام می‌کند.
همه کشورها را تشویق می‌کند که به صورت داوطلبانه از انتشار پیام هماهنگی و حسن نیت بین ادیان در کلیساها، مساجد، کنیسه‌ها، معابد و سایر عبادتگاه‌های جهان در طول آن هفته بر اساس عشق به خدا و عشق به همسایه حمایت کنند. یا بر اساس عشق به خیر و عشق به همسایه، هر کدام بر اساس سنت‌ها یا اعتقادات مذهبی خود.
از دبیرکل درخواست می‌کند که مجمع عمومی را در جریان اجرای این مصوبه قرار دهد.

## رویدادها و جوایز سالانه
سازمان‌هایی از سراسر جهان دعوت می‌شوند تا رویدادهایی را برای ترویج هماهنگی بین ادیان، با انگیزه افزوده ۳ جایزه سالانه با حمایت پادشاه اردن، به مبلغ ۲۵۰۰۰ دلار، ۱۵۰۰۰ دلار و ۵۰۰۰ دلار با مدل طلا، نقره و برنز مربوطه برگزار کنند. این جایزه که شخصاً توسط پادشاه در مراسمی در امان ارائه شد، بر اساس تصمیم هیئت داوران متشکل از شاهزاده خانم آریج قاضی و پاتریارک تئوفیلوس اورشلیم، اعطا می‌شود.
برندگان از سال ۲۰۱۳:
```
۲۰۱۳: مرکز میانجیگری بین ادیان، کادونا
۲۰۱۴: جایزه اول -شرکای هماهنگی بین ادیان سازمان ملل - زامبوانگا - جنبش گفتگوی سیلسیله
۲۰۱۴: جایزه دوم -عبدالسعید خان با نام مستعار سعید خان فلاحی از شاه جهانپور، اوتار پرادش، 
هند
.
۲۰۱۵: مأموریت جهانی صلح بین ادیان
۲۰۱۵: جایزه سوم - کمیته راهبری هفته هماهنگی بین ادیان جهانی تورنتو
۲۰۱۶: دانشگاه اقلیدس
```

## در فرهنگ عامه
در فوریه ۲۰۱۵، سامی یوسف، خواننده، آهنگساز و آهنگساز بریتانیایی، «هدیه عشق» را منتشر کرد، او همزمان با هفته جهانی هماهنگی بین ادیان، «سرود بین ادیان» نامید. این موزیک ویدئو در اردن (در پترا، در محل تعمید عیسی، وادی روم) و در اماکن مقدس در اورشلیم فیلمبرداری شد.